# 涅比日
50°38′6″N 28°34′36″E / 50.63500°N 28.57667°E
涅比日（烏克蘭語：Небіж），是烏克蘭北部的村莊，隸屬日托米爾州的日托米爾區。該村始建於1858年，面積14.05平方公里，海拔高度215米，2001年人口375，人口密度每平方公里26.69人。